# ستيف مانديل
ستيف مانديل (بالإنجليزية: Steve Mandel)‏ هو مصور وكاتب وعالم فلك أمريكي، ولد في القرن العشرين.